# Wollige Andenfeldmaus
Die Wollige Andenfeldmaus oder Dichthaar-Feldmaus (Abrothrix lanosus) ist ein im südwestlichen Südamerika verbreitetes Nagetier in der Familie der Wühler. Die taxonomische Zuordnung der Population war längere Zeit nicht geklärt. So zählte sie zeitweilig zur Gattung Südamerikanische Feldmäuse (Akodon) oder sie wurde als Unterart der Langhaar-Andenfeldmaus geführt.

## Merkmale
Erwachsene Exemplare sind ohne Schwanz etwa 96 mm lang, die Schwanzlänge beträgt 63 bis 70 mm, die Hinterfüße sind ungefähr 23 mm lang, die Ohren erreichen 12 mm Länge und das Gewicht liegt bei 22 g (Werte von zwei Individuen). Typisch für den Kopf sind unscheinbare Augen und kleine Ohren. Wie aus dem Namen erkennbar, ist das Fell weich und wollig. Die Haare sind an den Wurzeln grau und am Ende ockerfarben, was ein olivbraunes Aussehen mit gelblichen Tönungen oder eine rotbraune Färbung erzeugt. Weiße Spitzen an den grauen Haaren der Unterseite ähneln Raureif. Die Vibrissen reichen nicht hinter die Ohren, wenn sie zurückgebogen werden. Die Wollige Andenfeldmaus hat einen gut behaarten Schwanz, der unterseits deutlich heller als die Oberseite ist. Auf den Vorder- und Hinterpfoten sind feine cremefarbene oder weiße Haare vorhanden. An den Fingern und Zehen befinden sich kleine weiße Haarbüschel.

## Verbreitung und Lebensweise
Dieses Nagetier bewohnt das südliche Patagonien und Feuerland in Argentinien und Chile. Es hält sich in Buschländern, auf Grasflächen, in Wäldern mit Scheinbuchen (Nothofagus) und Mooren auf. Bevorzugt werden Gebiete, die dicht mit Junellia tridens (Eisenkrautgewächse) bewachsen sind.
Die Wollige Andenfeldmaus ist in den warmen Monaten nachtaktiv und zu anderen Zeiten vermutlich auch tagaktiv. Die Fortpflanzung findet vermutlich im Sommer statt. Zur Nahrungswahl gibt es keine Angaben. Im Labor gehaltene Exemplare waren nicht aggressiv und konnten ohne Handschuh getragen werden.

## Gefährdung
Da keine Bedrohungen vorliegen und die Gesamtpopulation konstant bleibt, wird die Art von der IUCN als nicht gefährdet (least concern) gelistet.